# Hounddog
Hounddog è un film del 2007 prodotto negli Stati Uniti e diretto da Deborah Kampmeier.

## Trama
Anni cinquanta: la giovane Lewellen (Dakota Fanning) vive nelle campagne dell'Alabama con la nonna (Piper Laurie) e col padre Lou (David Morse), che risulta spesso brusco e violento a causa dell'alcol e che ha da poco intrapreso una relazione con Ellen (Robin Wright), che li lascia poco tempo dopo a causa delle botte ricevute e della situazione precaria della famiglia. Lewellen è perdutamente innamorata di Elvis Presley, e non perde occasione per cantare e ballare le sue canzoni. Coltiva una profonda amicizia con Buddy (Cody Hanford) passando assieme a lui le giornate nelle campagne circostanti. Simpatizza anche con Charles (Afemo Omilami), un suo vicino che passa le serate a cantare il blues con gli amici. Lewellen viene a conoscenza che Elvis Presley terrà un concerto in città, e resasi conto dell'impossibilità di procurarsi un biglietto a causa delle scarse possibilità economiche della famiglia in quanto il padre nel frattempo è stato colpito da un fulmine (il che lo ha reso mentalmente ritardato), Buddy le promette che riuscirà a trovare un biglietto per entrambi. Ci riesce tramite un suo amico più grande, che però al momento della consegna dei biglietti attira Lewellen in una trappola e la violenta. La ragazza, complici il conseguente abbandono di Buddy e un distaccamento sempre maggiore dal padre e dalla nonna, entra in un profondo stato depressivo fino quasi al punto di morire. Si salverà proprio grazie alla sua passione per il canto in quanto Charles, preoccupato per le sue condizioni, la porterà ad esibirsi davanti ai suoi amici con una performance eccezionale, cosa che rende alla ragazzina la gioia di vivere. Ellen nel frattempo si è scoperto essere la sorella della madre di Lewellen nonché la vera amante di Lou, e dopo una serata passata con Charles a ricordare i vecchi tempi ha deciso di proporre alla nipotina di seguirla per iniziare una nuova vita assieme, dato che l'ha sempre percepita come figlia sua. Lewellen la incontra per strada, e dopo aver indirettamente causato l'imminente morte del padre, decide di partire con lei.